# Pottawatomie County (Kansas)
Pottawatomie County je okres ve státě Kansas v USA. K roku 2010 zde žilo 21 604 obyvatel. Správním městem okresu je Westmoreland. Celková rozloha okresu činí 2 233 km².